# Coleothorpa axillaris
Coleothorpa axillaris är en skalbaggsart som först beskrevs av J. L. Leconte 1868.  Coleothorpa axillaris ingår i släktet Coleothorpa och familjen bladbaggar.

## Underarter
Arten delas in i följande underarter:
- C. a. axillaris
- C. a. canella
- C. a. corpilosa
- C. a. panamintensis
- C. a. quadratominor
- C. a. roseaxillaris
- C. a. rubracanella
- C. a. sierrensis